# Брос Монсо
Брос Монсо (фр. Brosse-Montceaux) је насељено место у Француској у региону Париски регион, у департману Сена и Марна.
По подацима из 2011. године у општини је живело 727 становника, а густина насељености је износила 60,63 становника/km².

## Демографија
| 1962. | 1968. | 1975. | 1982. | 1990. | 2011. |
| ----- | ----- | ----- | ----- | ----- | ----- |
| 363   | 412   | 375   | 399   | 623   | 727   |